# Free Software Foundation Latin America
Free Software Foundation Latin America (FSFLA) è l'organizzazione sorella in America latina della Free Software Foundation. Fu lanciata il 23 novembre del 2005 a Rosario in Argentina.
L'assemblea generale dell'FSFLA ha eletto Federico Heinz come presidente, Alexandre Oliva come segretario e Beatriz Busaniche come tesoriere.

## Progetti
- Linux-libre[1]